# Ga Sinchon (tuyến Gyeongui)
Ga Sinchon (Tiếng Hàn: 신촌역, Hanja: 新村驛) là ga tàu điện ngầm trên Tuyến Gyeongui–Jungang ở Sinchon-dong, Seodaemun-gu, Seoul.
Ga Sinchon cũ nổi tiếng là "tòa nhà ga cổ nhất ở Seoul". Ga Sinchon cũ được xây dựng vào năm 1921, 5 năm trước khi tòa nhà Ga Seoul cũ được xây dựng vào năm 1925 và được chỉ định là Di sản văn hóa đã đăng ký quốc gia số 136. Tuy nhiên, vào ngày 12 tháng 7 năm 2006, một nhà ga tư nhân mới được xây dựng phía sau nhà ga hiện tại, văn phòng nhà ga hiện tại đã bị phá bỏ và chuyển sang phía bên kia để bảo tồn.
Cả Ga Sinchon trên Tàu điện ngầm Seoul tuyến 2 và ga này đều nằm trong khu vực tàu điện ngầm đô thị nên có rất nhiều nhầm lẫn khi mua thẻ giao thông dùng một lần

## Lịch sử
- 11 tháng 7 năm 1921: Tuyến Gyeongui được mở giữa Namdaemun và Susaek và được mở với tên gọi ga đường sắt[1]
- 15 tháng 12 năm 1930: Tuyến Yongsan được mở giữa Sogang và Sinchon [2]
- 1 tháng 4 năm 1960: Bãi bỏ tuyến Yongsan giữa Sogang và Sinchon [3]
- 1 tháng 7 năm 1967: Việc bốc dỡ hàng hóa chấm dứt [4]
- 11 tháng 9 năm 1968: Tiếp tục vận chuyển hàng hóa [5]
- 10 tháng 9 năm 1971: Chỉ định trạm chở hàng antraxit
- 1 tháng 1 năm 1988: Ngừng xử lý bưu kiện
- 31 tháng 12 năm 2004: Được chỉ định là Tài sản văn hóa đã đăng ký của Lịch sử Sinchon cổ số 136
- 30 tháng 9 năm 2005: Việc vận chuyển hàng hóa chấm dứt.
- 12 tháng 7 năm 2006: Di dời cơ sở nhà ga sang nhà ga thuộc sở hữu tư nhân.
- 1 tháng 7 năm 2009: Dịch vụ tàu điện ngầm ở khu vực đô thị bắt đầu hoạt động.
- 1 tháng 12 năm 2009: Bỏ ga bán vé đường sắt
- 15 tháng 12 năm 2012: Cấm vào ga dừng tàu cao tốc
- 4 tháng 3 năm 2013: Nối lại các điểm dừng tàu tốc hành
- 16 tháng 5 - 15 tháng 7 năm 2016: Do việc xây dựng đường ray phía bắc của Ga Seoul, nó được chỉ định làm ga xuất phát và kết thúc tạm thời cho một số tàu điện đi đến Ga Seoul.
- 24 tháng 11 -  28 tháng 11 năm 2017: Do việc di dời sân ga Seoul, sân ga này được chỉ định làm ga xuất phát và kết thúc tạm thời cho tất cả các chuyến tàu điện đi đến Ga Seoul.

## Điện khí hóa đường đôi và ga Sinchon
Với việc khai trương tất cả các đoạn của Tuyến Gyeongui–Jungang vào ngày 27 tháng 12 năm 2014, tàu điện Tuyến Gyeongui–Jungang đã bắt đầu hoạt động trực tiếp trên đoạn ngầm của Tuyến Yongsan với một tuyến nhánh tại Ga Gajwa. Do đó, đoạn Gajwa-Seoul của Tuyến Gyeongui không được lên kế hoạch chạy tàu điện ngầm, nhưng xét đến quy mô và nhu cầu của Ga Sinchon và Ga Seoul, một sân ga trên cao đã được lắp đặt và một số tàu điện đang chạy đến và đi từ Ga Seoul trong cùng khoảng thời gian một giờ với tàu đi lại.

## Bố trí ga
| ↑ Gajwa |  |    |    |      |    |    |    |
| \|      |  | \| | \| |      | \| | \| | \| |
| \|      |  | \| | \| |      | \| | \| | \| |
|         |  | \| | \| | １２ | \| | \| | \| |
|         |  | \| | \| |      | \| | \| | \| |
| Seoul ↓ |  |    |    |      |    |    |    |

| １ | ● Tuyến Gyeongui–Jungang | Địa phương · Tốc hành | ← Hướng đi Gajwa · Daegok · Ilsan · Munsan | Sàn cao  |
| ２ | ● Tuyến Gyeongui–Jungang | Địa phương · Tốc hành | → Hướng đi Seoul →                         | Sàn cao  |
|    | Tuyến Gyeongui           | Sân ga không sử dụng  | Sân ga không sử dụng                       | Sàn thấp |

## Xung quanh nhà ga
- ● Ga Sinchon, Tàu điện ngầm Seoul tuyến 2 (1 km)
- ● Ga Đại học Nữ sinh Ewha, Tàu điện ngầm Seoul tuyến 2 (600m)
- Đại học Yonsei
- Nhà thi đấu Đại học Yonsei (Sân nhà của Đại học Yonsei trong giải bóng rổ đại học)
- Sân vận động Đại học Yonsei (Sân nhà của Đại học Yonsei trong giải bóng đá đại học)
- Đại học Nữ sinh Ewha
- Sinchon Myeongulgeori
- Sinchon Migliore
- Cửa hàng bách hóa Hyundai chi nhánh Sinchon
- Megabox Sinchon
- Bệnh viện Severance
- Trung tâm cộng đồng Sinchon-dong

## Hình ảnh

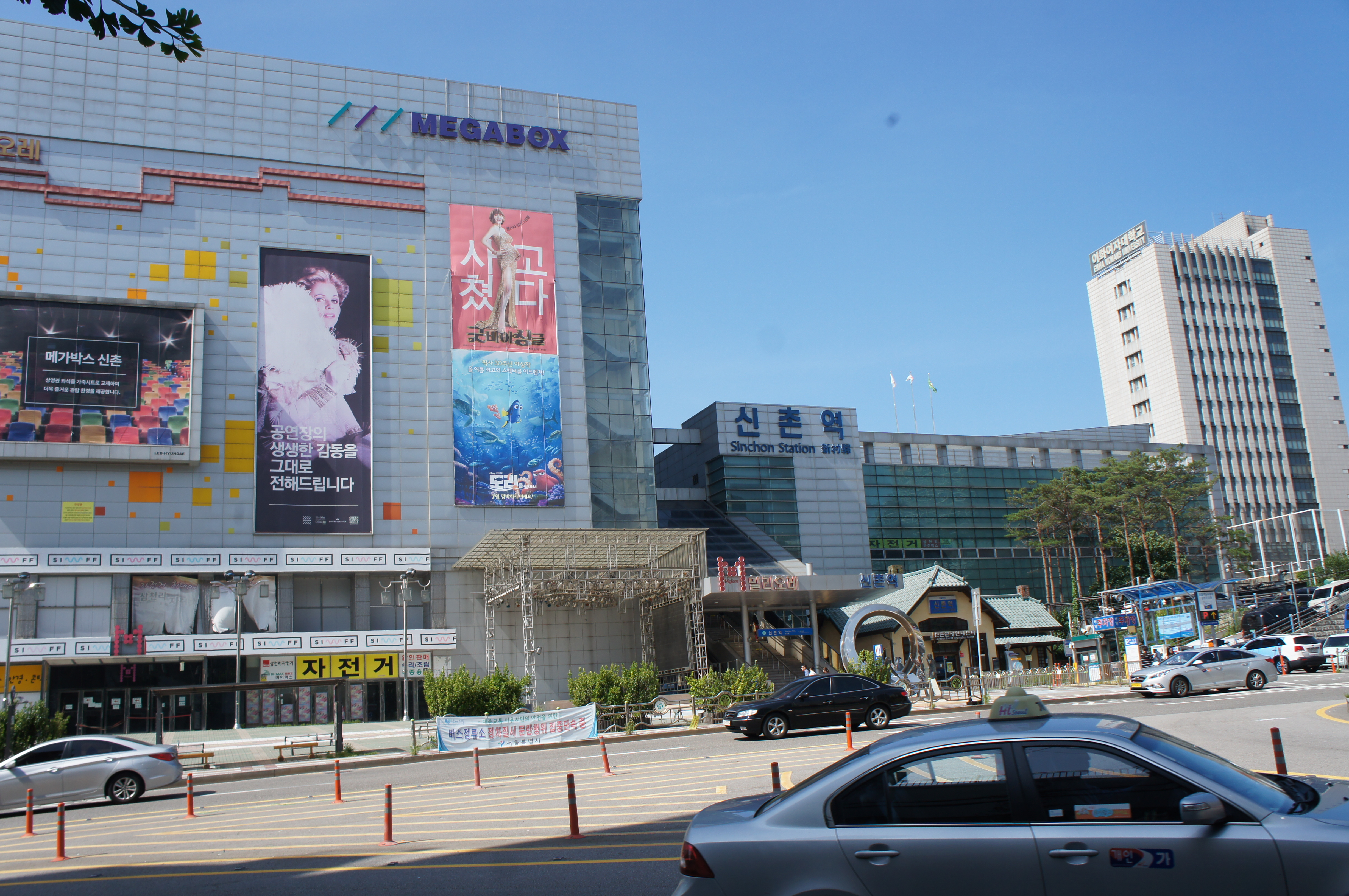
Bên ngoài nhà ga
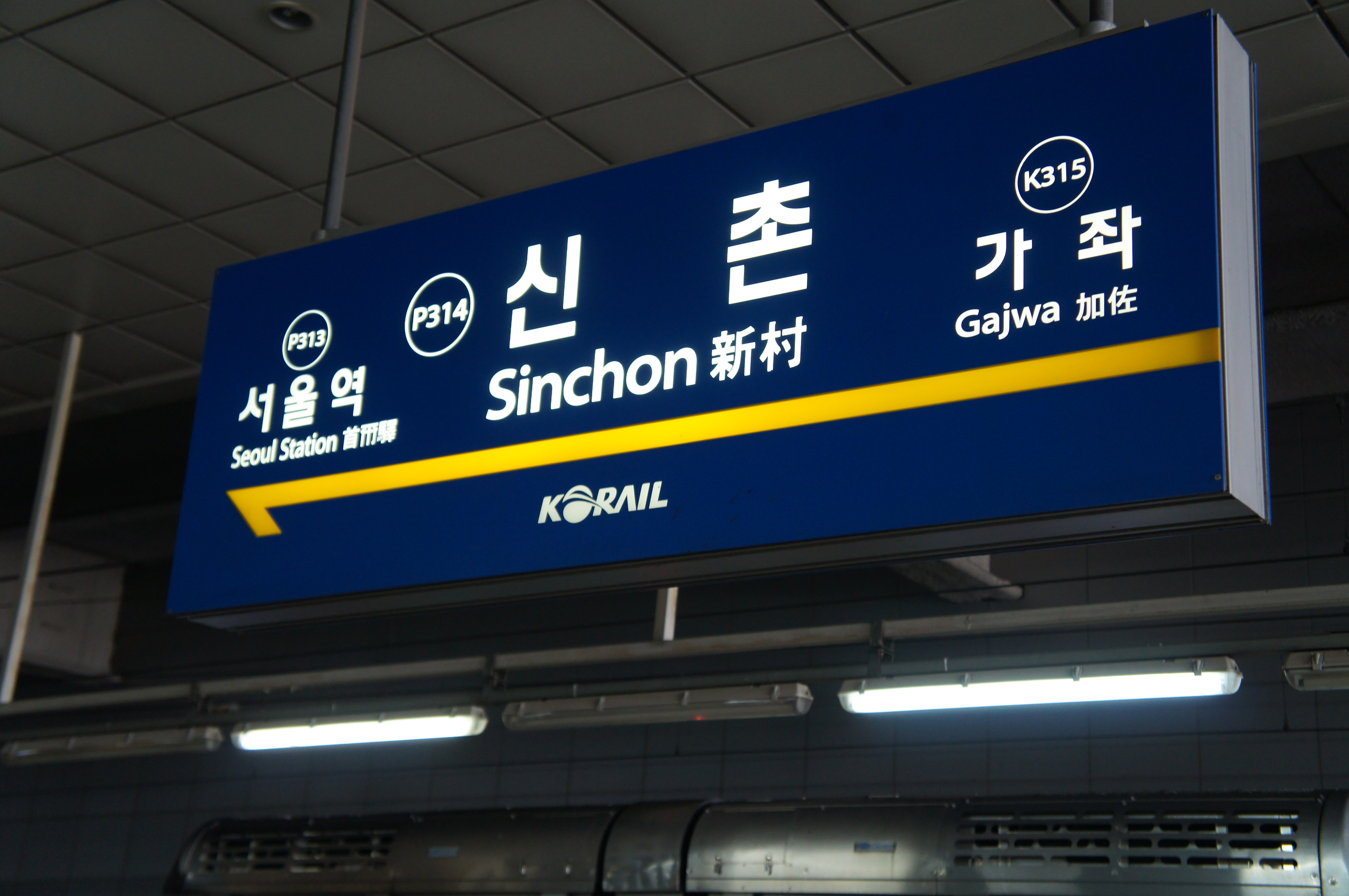
Bảng tên ga
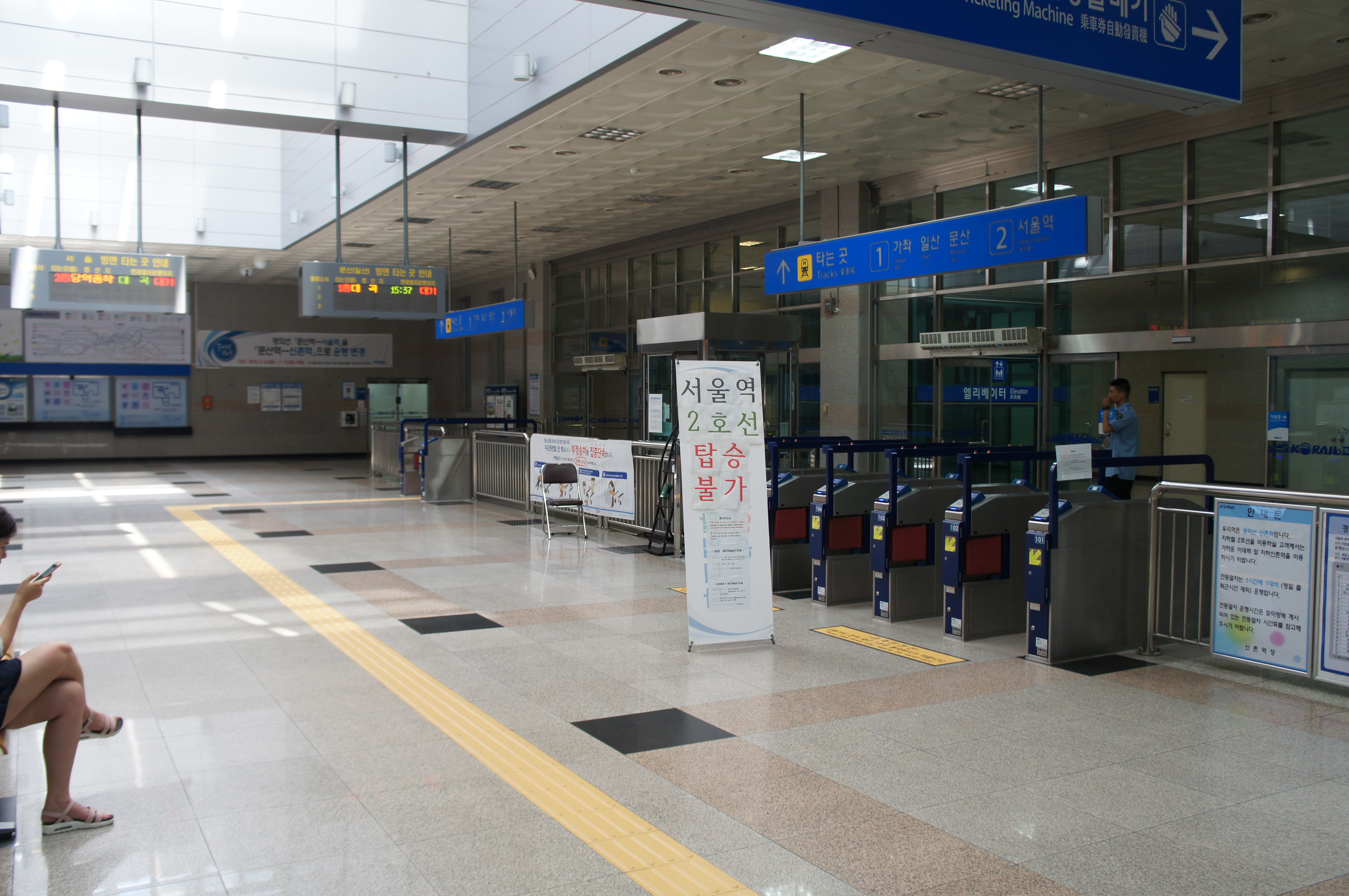
Phòng chờ
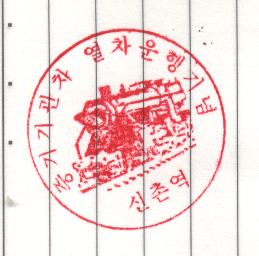
Tem kỷ niệm Ga Sinchon